# Croodsovi: Nový věk
Croodsovi: Nový věk je americký animovaný komediální film režiséra Joela Crawforda. Ve filmu se objevili Nicolas Cage, Emma Stoneová, Ryan Reynolds, Catherine Keener, Clark Duke, a Cloris Leachman.

## Obsazení
| Nicolas Cage     | Grug      |
| Emma Stoneová    | Iška      |
| Ryan Reynolds    | Boy       |
| Catherine Keener | Ugga      |
| Clark Duke       | Thunk     |
| Cloris Leachman  | babi Gran |

Luna